# Blue Wings
Blue Wings — колишня німецька авіакомпанія, що базувалася в аеропорту Дюссельдорфа (головний офіс м. Бохольт). Здійснювала регулярні і чартерні рейси з Дюссельдорфа в Москву, Санкт-Петербург і ряд турецьких міст.
Компанія припинила польоти 31 березня 2009 року через фінансові труднощі і відкликання ліцензії.
13 січня 2010 року компанія повністю припинила свою діяльність.

## Географія польотів
Авіакомпанія Blue Wings здійснювала регулярні рейси в такі міста:
| Європа - Москва - Санкт-Петербург - Стамбул Азія - Анкара - Анталья - Бодрум - Даламан - Кайсері |

З середини червня 2009 року компанія виконувала польоти з Мюнстера і Баден-Бадена в Москву. Анонсувалися також рейси з Лейпцига в Москву.

## Історія
Авіакомпанія була заснована в 2002 році як чартерний авіаперевізник і почала здійснювати рейси в 2003-му. Тоді у Blue Wings був лише один орендований Аеробус А320. Авіакомпанія отримала сертифікат 27 червня 2003 і через місяць почала польоти. У червні 2006 року, російська корпорація НРК через свій швейцарський холдинг Alpstream придбала 48 % пакету акцій Blue Wings для створення низькобюджетної авіакомпанії, що базується в Москві. Передбачуваний бренд майбутнього лоукостера — Національні Крила
Європейське агентство з безпеки польотів (EASA) не продовжило дію ліцензії авіакомпанії Blue Wings. Ліцензія діяла до кінця березня 2009 р.
Причина відкликання ліцензії — відсутність доказів фінансового благополуччя авіакомпанії, йдеться в повідомленні відомства. Через фінансові труднощі Blue Wings влада Німеччини обмежила дію безстрокової ліцензії Blue Wings вже з січня. За правилами Євросоюзу, авіакомпанія повинна зарезервувати на своїх рахунках кошти, яких вистачить на покриття поточних витрат за три місяці.
У квітні 2009 р. Олександр Лебедєв, найбільший акціонер, запустив процедуру банкрутства авіакомпанії.
У травні 2009 року компанія відновила роботу.
13 січня 2010 року компанія припинила свою діяльність і польоти.

### Показники діяльності
Пасажиропотік компанії в 2008 році — 1,1 млн осіб, виручка — €154 млн, прибуток не розкривається.

## Флот
Середній вік літаків авіакомпанії Blue Wings становив 7,2 року..